# 北京内城东南角楼
北京内城东南角楼是明清北京城内城东南角的城角箭楼（简称角楼），是中国现存最大最早的城垣角楼。该角楼位于北京市东城区的北京站东南，东临通惠河。该角楼建造于明朝正统年间，建成后曾多次修缮。1900年，东南角楼被八国联军的炮火击中而严重损毁。该角楼建于从城墙伸出的台座之上，平面呈曲尺形，重檐歇山顶，由下至上开有四排共计144个箭窗。1982年，北京内城东南角楼以“北京城东南角楼”一名列入全国重点文物保护单位。

## 历史
明朝永乐十五年（1417年），北京城向南扩建:491，正统二年（1437年），北京城的东南角开始兴建箭楼，并于正统四年（1439年）建成，是为东南角楼。此后嘉靖、隆庆年间均有修缮。清朝乾隆年间也曾有修缮。光绪二十六年（1900年），东南角楼被八国联军的炮火击中而严重损毁，清末时曾有修补:37。中华民国时，东南角楼已不再设防。1915年，北洋政府修建京师环城铁路时拆断了东南角楼周边的城墙，角楼西侧的城墙上被拆出了一个券洞。1935年，基泰工程公司负责东南角楼，这次维修中原本需要维修前檐金柱腐朽的柱脚，但由于技术限制，维修人员仅仅将前檐金柱从4.8米高处全部锯断，维修后的柱脚落在了第二层箭窗的加长过木上。此外，转角处的一根金柱在这次维修中被替换为了水泥金柱。此外中华人民共和国成立后，20世纪60年代起，为修建环城地下铁路，北京城墙被大规模拆除，而内城东南角楼和与其相连的一小段得以保留:95。文化大革命期间，东南角楼遭到严重的人为破坏，后又在唐山大地震中严重损毁:30。1978年11月15日北京内城东南角楼因放火引起火灾，幸因扑救及时未酿成大火。1979年，东南角楼被列为北京市文物保护单位:246，1982年以“北京城东南角楼”一名列入全国重点文物保护单位，保护范围包括与之相连的部分北京城墙:28。1981年至1983年4月，东南角楼得以重修，这次维修采取了落架大修的方式，维修期间还成立了东南角楼文物保管所:30。1988年时，参考史料后恢复了角楼西侧城墙上两座原本已不存在的铺舍:246，并再次整修角楼1989年9月18日正式对社会开放:37，1990年，东南角楼划归崇文区文化文物局管理:30。1999年，东南角楼外加装了夜景照明灯。

## 结构
北京内城东南角楼位于北京站东南，东临通惠河，是中国现存最大最早的城垣角楼，算上与之相连的南城墙，总占地面积为3,654平方米。该楼建于突出城墙外缘的方形台座上，通高29米，其中台座高12米，底边长39.45米；角楼高17米，建筑面积701.3平米，平面呈曲尺形，外侧两阔面各长35米，内侧两长面长23米，两窄面各款13.5米。角楼顶部为重檐歇山顶，灰筒瓦绿剪边，绿琉璃列脊装饰有兽头，两条大脊在转角处十字相交，中间装有高1.3米的火焰宝珠式绿琉璃宝顶。两个内侧面各开有一座抱厦，每座各开一扇门，门的上方各有三扇高180厘米的直棂窗。楼内立有20根金柱，分为中柱和后金柱两排，前檐金柱的柱脚落在了第二层的箭窗加长过木上。并铺设有三层楼板，将角楼内隔成四层。楼体外侧向东、向南两个阔面和向西、向北两个窄面均开有箭窗，由下至上共有4排，其中一排位于重檐之间，剩下三排在下檐下方。阔面每排14个箭窗，窄面每排4个，总计144个箭窗。窄面的箭窗长110厘米，宽90厘米；阔面的箭窗长140厘米，宽117厘米，箭窗的进深随层数的升高而缩短。:491-492:246:30:36-37

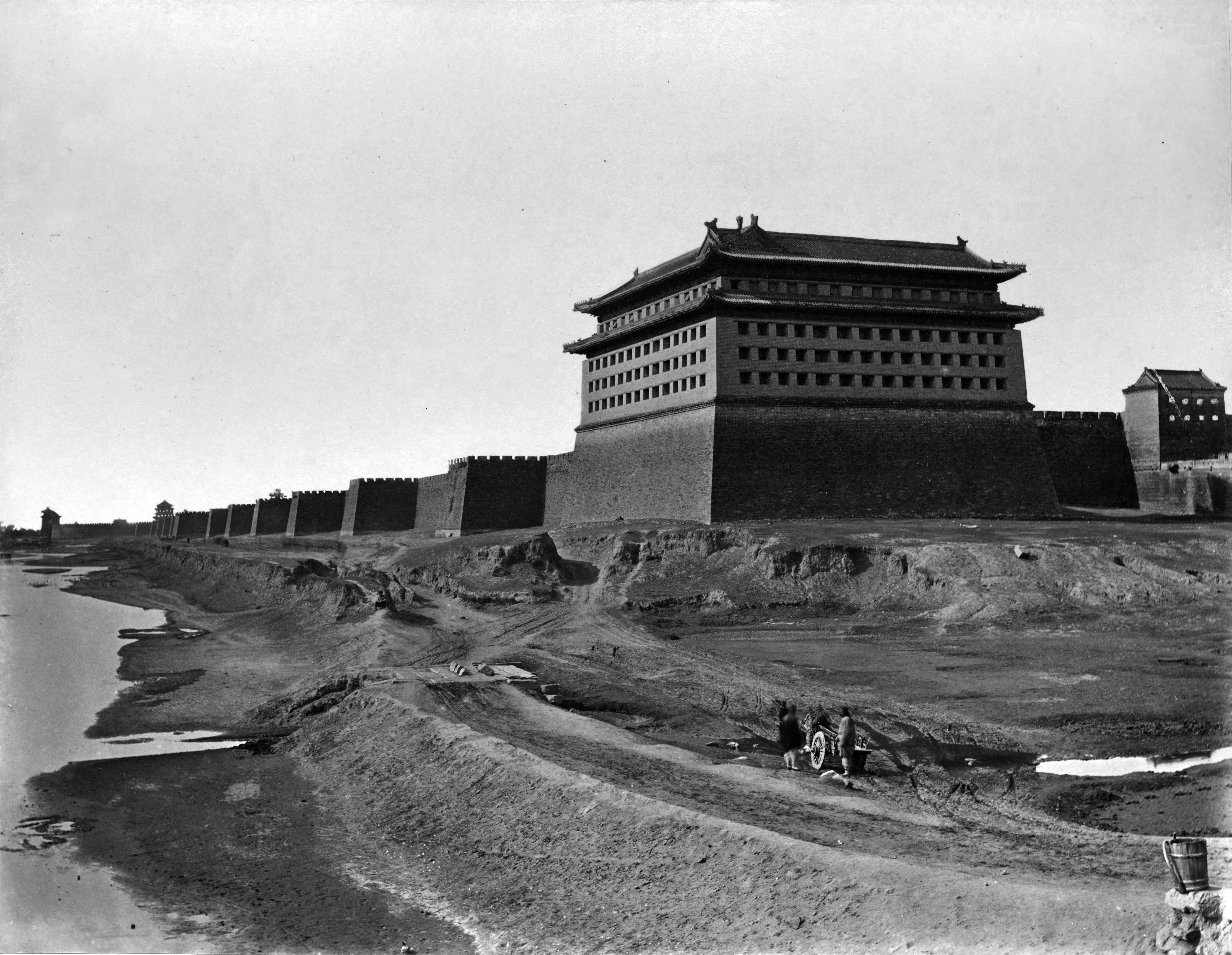
1879年左右的内城东南角楼
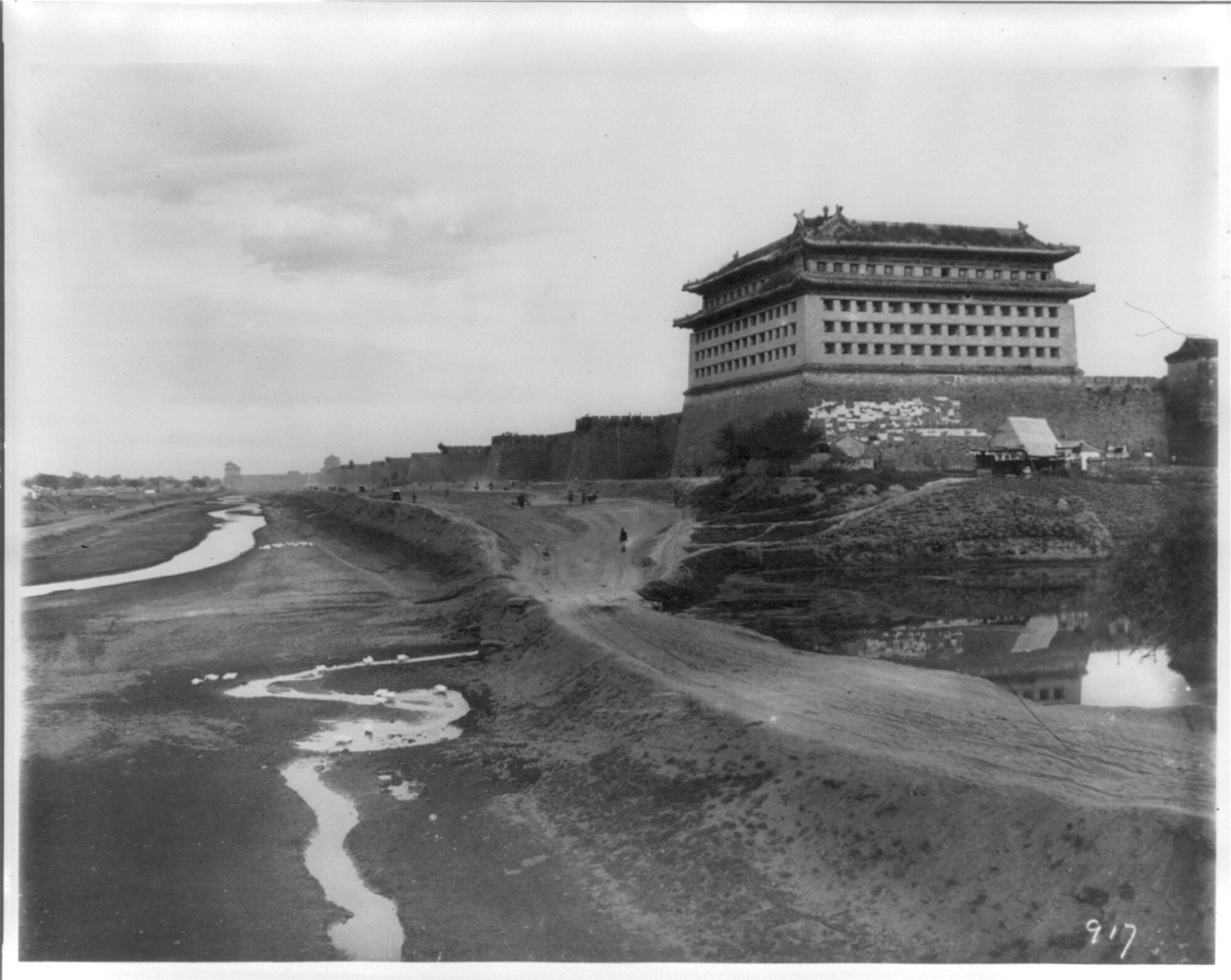
1895年的内城东南角楼
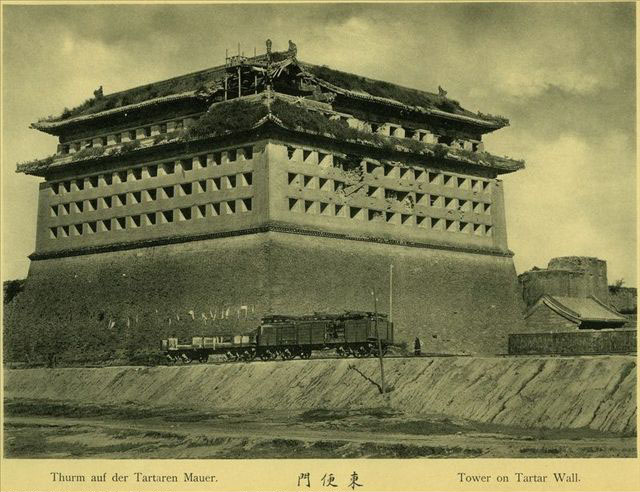
1900年从东便门内附近眺望内城东南角楼，前方为铁路。
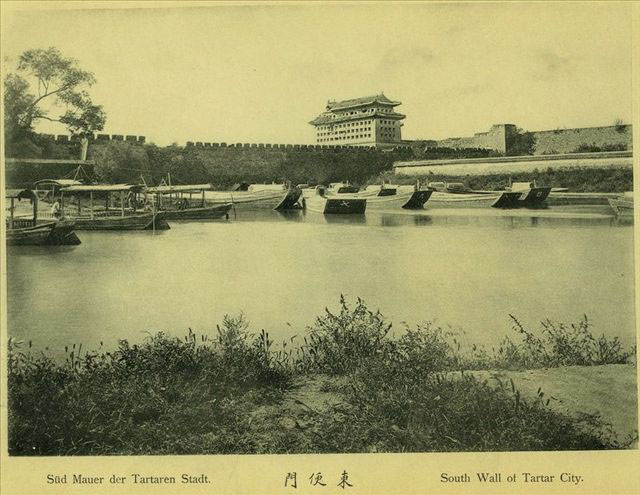
1900年的东便门外，远处内城东南角楼，左为外城城墙，右较高的为内城城墙，前方河道为护城河。
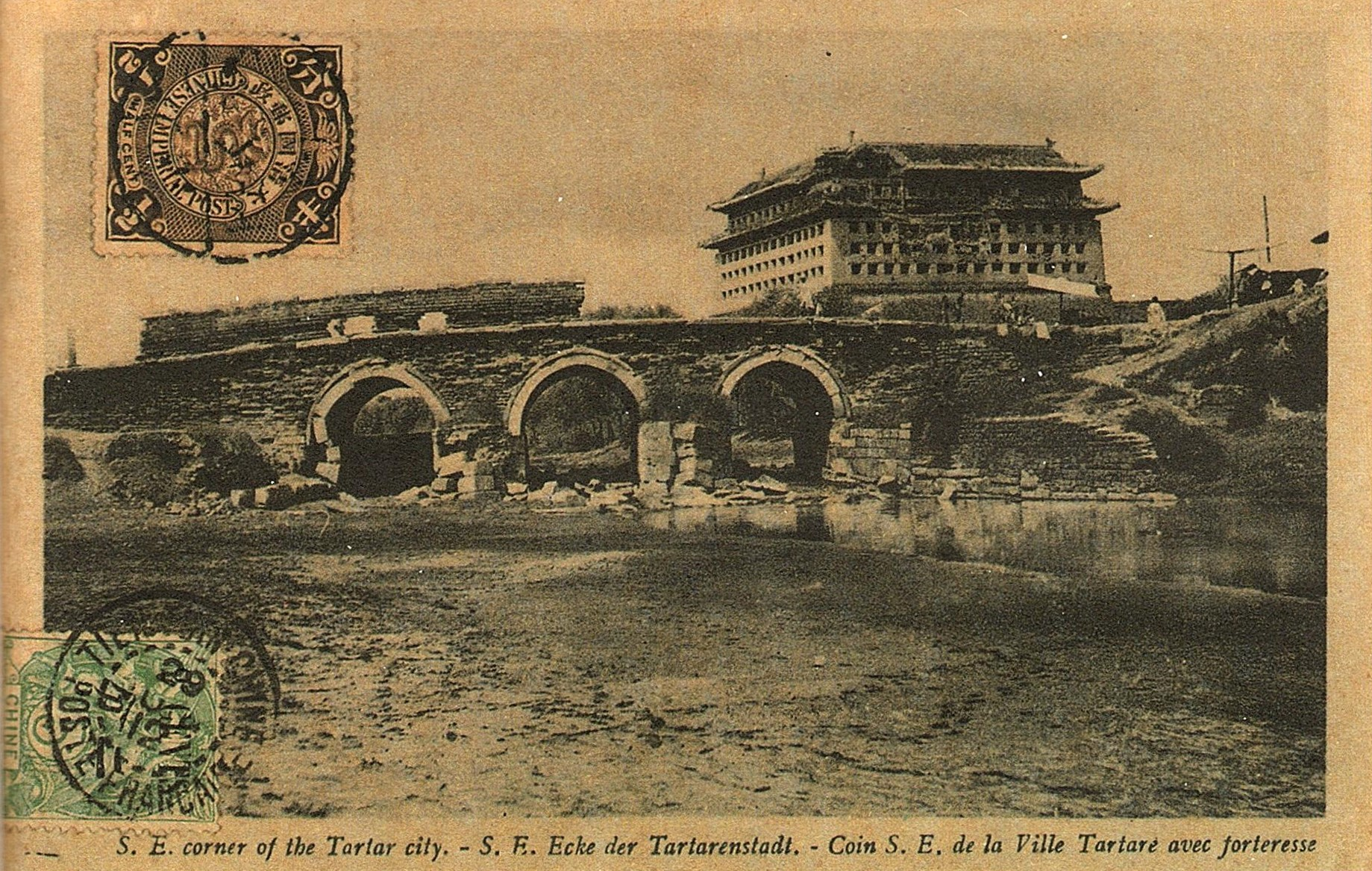
1901年受到八国联军破坏的东南角楼
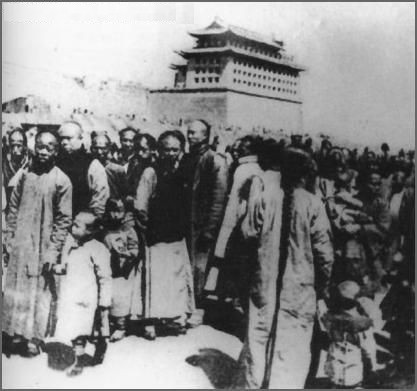
清朝末年的蟠桃宫庙会，远处是内城东南角楼
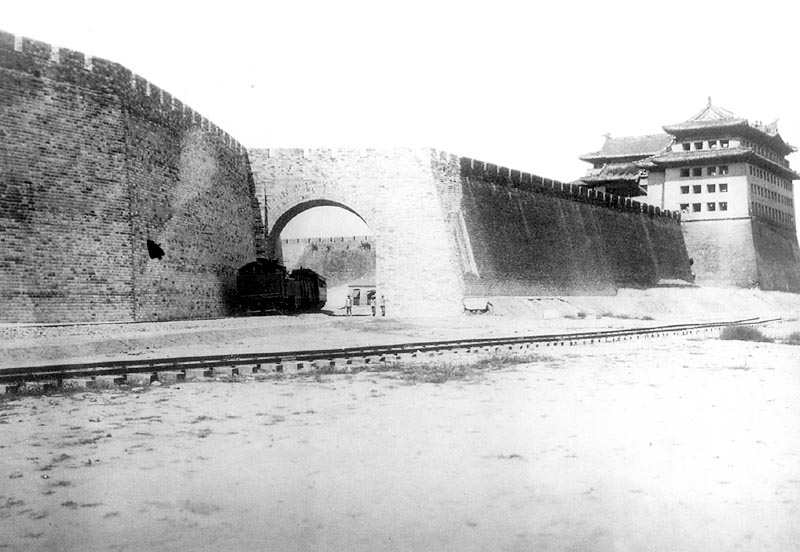
1921年内城东南角楼及其西侧城墙下的北京环城铁路券门
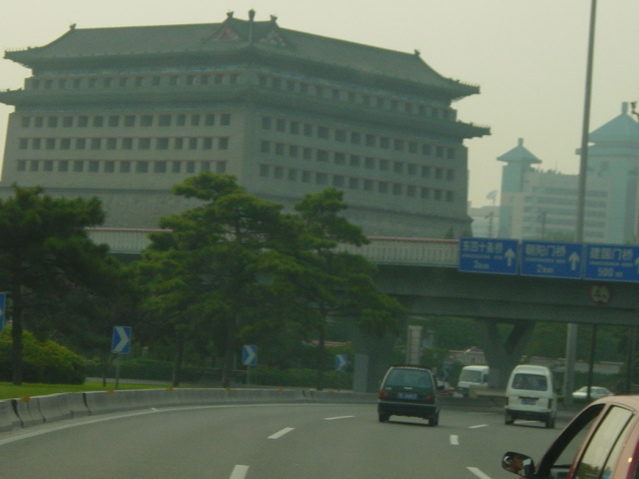
2004年7月从二环路眺望内城东南角楼
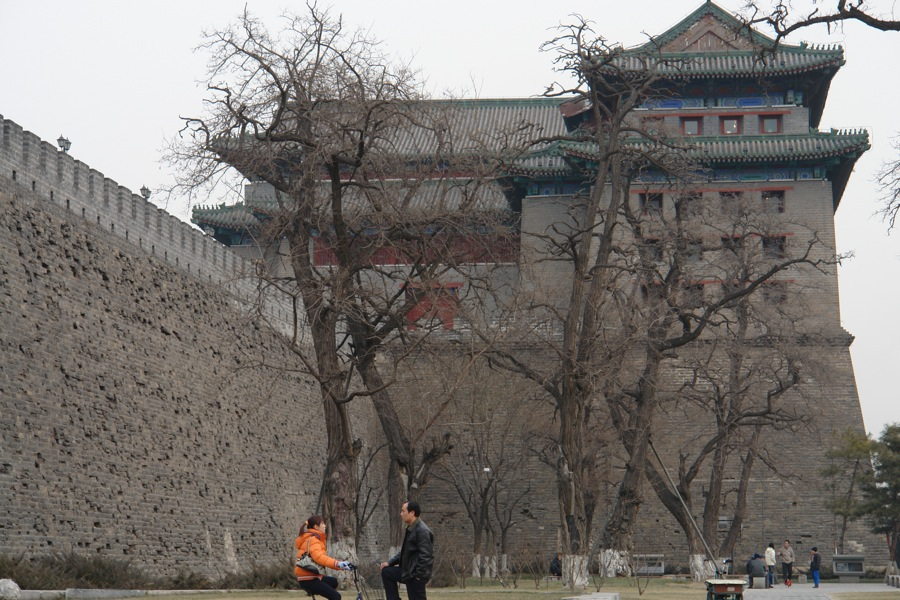
2007年拍摄的东南角楼
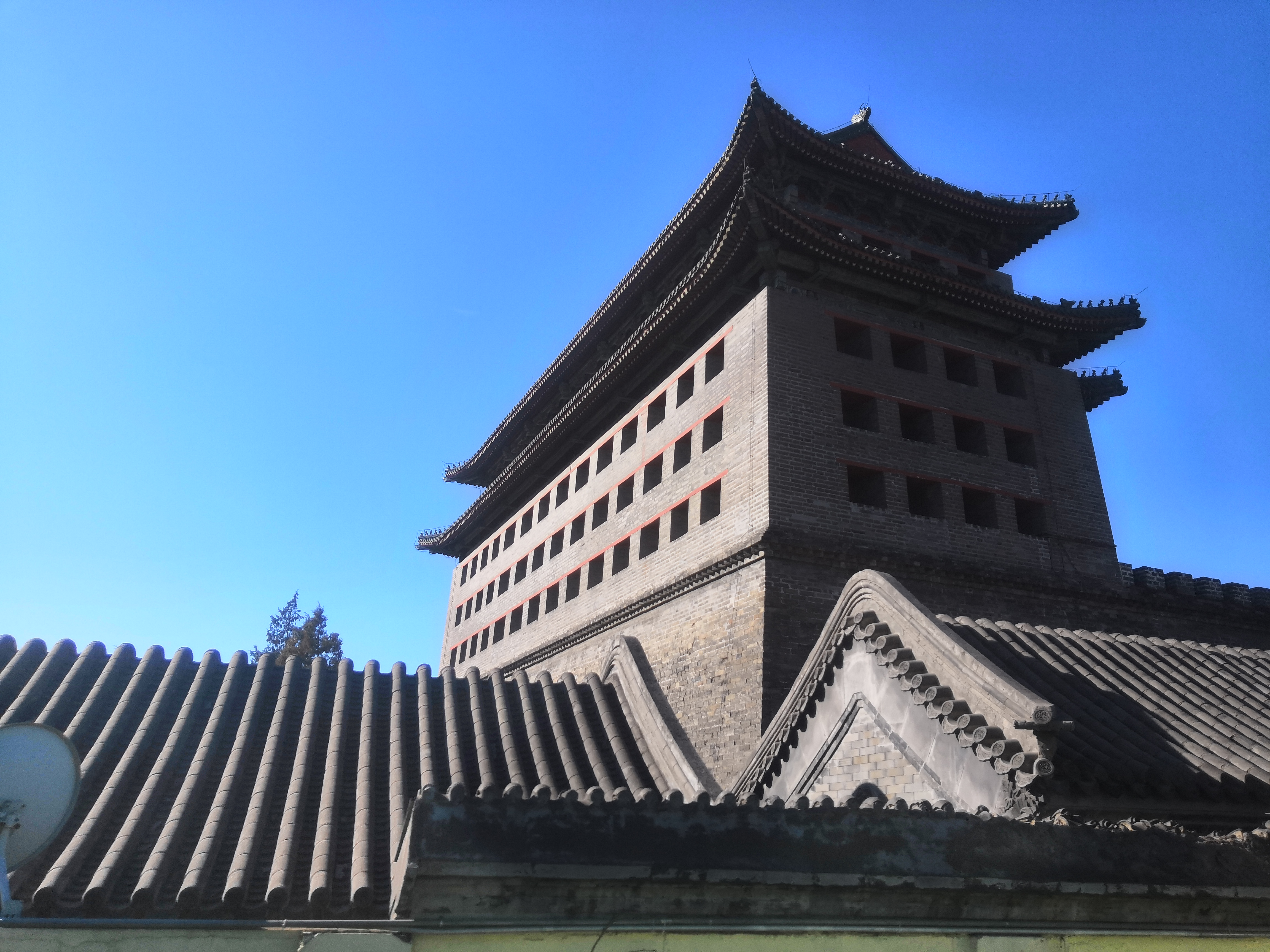
2019年拍摄的东南角楼
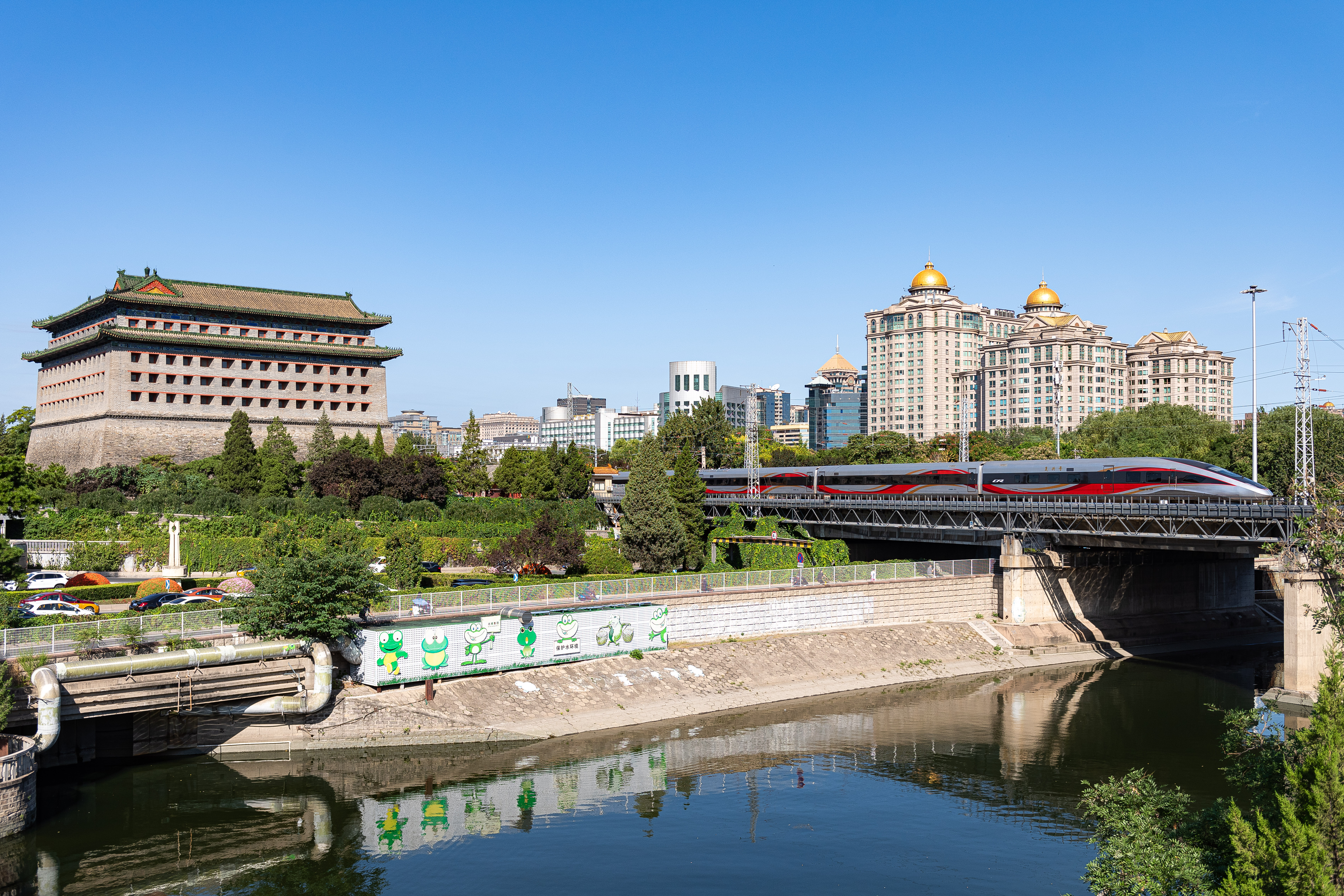
2021年的东南角楼与驶出北京站的CR400BF-GZ型电力动车组